# NGC 858/2
NGC 858/2 је спирална галаксија у сазвежђу Кит која се налази на NGC листи објеката дубоког неба.
Деклинација објекта је - 22° 28' 10" а ректасцензија 2h 12m 33,7s. Привидна величина (магнитуда) објекта NGC 858 износи 15,7 а фотографска магнитуда 16,5. NGC 8582 је још познат и под ознакама ESO 478-13, MCG -4-6-16, AM 0210-224.